# Holger Schwiers
Holger Schwiers (Marburgo, 13 aprile 1947) è un attore, doppiatore e regista teatrale tedesco.

## Biografia
È attore figlio d'arte di Lutz Schwiers e fratello di Ellen Schwiers, è inoltre zio di Katerina Jacob.
Dopo essersi diplomato ha cominciato a recitare presso il Deutsches Schauspielhaus di Amburgo.

## Filmografia

### Televisione
- Beim Bund - serie TV (1981)
- Alle meine Töchter - serie TV (1995-1999)
- Aus heiterem Himme - serie TV (1995)
- Il medico di campagna (Der Landarzt) - serie TV (1995)
- Stefanie (Für alle Fälle Stefanie) - serie TV (1997)
- Wie würden Sie entscheiden? - serie TV (1998)

## Doppiaggio

### Cinema
- Robert Lyons in Il giustiziere della notte n. 2
- Sam Elliott in La renna
- Brian Thompson in Moon 44 - Attacco alla fortezza
- Ernie Hudson in Fuga da Absolom, L'ora della violenza
- Michael Madsen in Donnie Brasco, The Inspectors 2: A Shred of Evidence, L.A.P.D.: To Protect and to Serve
- Ron Canada in Mamma, ho riperso l'aereo: mi sono smarrito a New York
- Ray Winstone in Ritorno a Cold Mountain, The Sweeney, Noah
- Samuel L. Jackson in Spy
- Peter Jason in Fantasmi da Marte
- Sam Douglas in Profumo - Storia di un assassino
- Sergio Castellitto in Le cronache di Narnia - Il principe Caspian
- Keith David in Gamer
- Ludi Boeken in World War Z
- M. Emmet Walsh in Cena con delitto - Knives Out

### Film d'animazione
- Gonza in Princess Mononoke
- Borgoff Marcus in Vampire Hunter D
- Akainu/Sakazuki e Gol D. Roger in One Piece Stampede - Il film

### Serie TV
- Bernie Casey in Pepper Anderson - Agente speciale
- Georg Stanford Brown in Giudice Amy
- Peter Beck in La grande vallata
- Colman Domingo in Law & Order - Il verdetto
- Paul Ben-Victor in Vinyl

### Serie televisive d'animazione
- Mr. Sullivan in Il giro del mondo di Willy Fog
- Gunrock in Power Stone
- Kurihara in Prison School
- Uranos Corsica in Gangsta.